# The Clones of Dr. Funkenstein
The Clones of Dr. Funkenstein è il sesto album in studio dei Parliament pubblicato nel 1976.

## Il disco
Così come il precedente Mothership Connection, The Clones of Dr. Funkenstein è dedicato alla mitologia P-Funk. Fra gli artisti che parteciparono alle sessioni di The Clones of Dr. Funkenstein vi è il trombonista Fred Wesley, già membro dell'entourage di James Brown. Dall'album sono stati estratti i singoli Do That Stuff e Dr. Funkenstein, che si piazzarono al ventiduesimo e al quarantatreesimo posto in classifica.

## Accoglienza
| Recensione              | Giudizio |
| ----------------------- | -------- |
| Dizionario del pop-rock |          |
| Piero Scaruffi          |          |
| AllMusic                |          |

L'album si classificò rispettivamente al terzo e al ventesimo posto delle classifiche R&B e pop di Billboard e fu il secondo album dei Parliament a ottenere il disco d'oro.

## Formazione
- George Clinton – voce
- Calvin Simon – voce
- Fuzzy Haskins – voce
- Ray Davis – voce
- Grady Thomas – voce
- Garry Shider – voce
- Glenn Goins – voce
- Bootsy Collins – voce, basso, percussioni
- Fred Wesley – sezione fiati
- Maceo Parker – sezione fiati
- Rick Gardner – sezione fiati
- Michael Brecker – sezione fiati
- Randy Brecker – sezione fiati
- Cordell Mosson – basso
- Garry Shider – chitarra
- Michael Hampton – chitarra
- Glen Goins – chitarra
- Jerome Brailey – percussioni
- Gary Cooper – percussioni, voce
- Bernie Worrell – tastiere
- Debbie Edwards – voce
- Taka Khan – voce

## Tracce
1. Prelude – 1:40
2. Gamin' on Ya – 3:02
3. Dr. Funkenstein – 5:46
4. Children of Production – 3:57
5. Getten' to Know You – 5:20
6. Do That Stuff – 4:47
7. Everything Is on the One – 3:47
8. I've Been Watching You (Move Your Sexy Body) – 6:01
9. Funkin' for Fun – 5:56